# Геній (фільм, 2016)
«Геній» (англ. Genius) — американсько-британський біографічно-драматичний фільм, знятий Майклом Ґрандаджем за романом «Макс Перкінс: Редактор генія» (1978) Ендрю Скотта Берга. Світова прем'єра стрічки відбулася 16 лютого 2016 року на Берлінському міжнародному кінофестивалі, а в Україні — 14 липня 2016 року. Фільм розповідає про непросту дружбу редактора Максвелла Перкінса і письменника Томаса Вулфа.

## Сюжет
1929 рік. Декілька видавництв Нью-Йорка відмовилися розглянути книгу письменника-початківця Томаса Вулфа, і його остання надія - видавництво Scribner's. Редактору Максвеллу Перкінсу сподобалася робота і він відразу ж виписує Вулфу аванс.  Проте він застерігає значне скорочення обсягу майбутнього роману.  Книга «Поглянь додому свого, ангел» стає бестселером і робить ім'я письменнику. Вулф, демонструючи неймовірну працездатність та настрій, у найкоротші терміни пише наступну книгу. Редактор стикається з тією самою проблемою. 5000 сторінок рукопису слід скоротити до прийнятного розміру. Два роки письменник і редактор, пожертвувавши всім, здійснюють безжалісне виправлення.  Письменник свариться з коханою жінкою Елін Бернстайн, доходить до психологічного виснаження, але наступний роман «Про час і річку» виходить у світ і робить фурор у критиків. Вулф присвячує роман Перкінсу.
Вулф їде до Європи відпочити. Після повернення він сповнений планів. Проте популярність, складний характер Вулфа, пристрасть до алкоголю призводять до сварки з Перкінсом. Він також розлучається з Елін. У розмові зі Скоттом Фіцджеральдом Вулф звинувачує Перкінса в тому, що він покалічив його книги. Вулф отримує пропозицію від іншого видавництва. Максвелл переживає і не може прийти до тями після сварки. Незабаром він дізнається, що Вулф захворів на туберкульоз. Через кілька тижнів письменник раптово помер. Перед смертю Вулф пише листа Перкінсу і просить у нього прощення за свої слова та вчинки.

## У ролях
- Колін Ферт — Максвелл Перкінс
- Джуд Лоу — Томас Вулф
- Ніколь Кідман — Елін Бернстайн
- Домінік Вест — Ернест Хемінгуей
- Гай Пірс — Френсіс Скотт Фіцджеральд
- Ванесса Кірбі — Зельда Фіцджеральд
- Лора Лінні — Луїза Саундерс
- Макенна МакБрайерті — Ненсі Перкінс

## Виробництво
Зйомки фільму почались 19 жовтня 2014 року в Манчестері і закінчились 12 грудня того ж року.

## Визнання
| Нагороди та номінації фільму «Геній» | Нагороди та номінації фільму «Геній»  | Нагороди та номінації фільму «Геній» | Нагороди та номінації фільму «Геній» | Нагороди та номінації фільму «Геній» | Нагороди та номінації фільму «Геній» |
| Рік                                  | Кінопремія / Кінофестиваль            | Категорія / Нагорода                 | Номінант                             | Результат                            |                                      |
| ------------------------------------ | ------------------------------------- | ------------------------------------ | ------------------------------------ | ------------------------------------ | ------------------------------------ |
| 2016                                 | Берлінський міжнародний кінофестиваль | «Золотий ведмідь» за найкращий фільм | «Геній»                              | Номінація                            |                                      |